# Saison 2016-2017 du Rugby club toulonnais
Cette page présente la saison 2016-2017 du Rugby club toulonnais en Top 14 et en coupe d'Europe.

## Entraîneurs

### De juillet au 25 septembre 2016
| Nom                   | Poste                                                | Nationalité sportive |
| --------------------- | ---------------------------------------------------- | -------------------- |
| Diego Domínguez       | Manager général                                      | Argentine            |
| Jacques Delmas        | Entraîneur (avants)                                  | France               |
| Steve Meehan          | Entraîneur (arrières)                                | Australie            |
| Marc Dal Maso         | Entraîneur (mêlée)                                   | France               |
| Grant Doorey          | Entraîneur ponctuel (défense) (jusqu'au 5 septembre) | France               |
| Tom Whitford          | Manager (assistant)                                  | Angleterre           |
| David Fraisse         | Analyste vidéo                                       | France               |
| Paul Stridgeon        | Responsable des performances athlétiques             | Angleterre           |
| Gilles Allou          | Préparateur physique                                 | France               |
| Jean-Jacques Raymond  | Médecin                                              | France               |
| Gilles Panzani        | Intendant                                            | France               |
| Charles-Antoine Henry | Kinésithérapeute                                     | France               |

### Du 26 septembre au 23 octobre 2016
| Nom                   | Poste                                    | Nationalité sportive |
| --------------------- | ---------------------------------------- | -------------------- |
| Diego Domínguez       | Manager général                          | Argentine            |
| Jacques Delmas        | Entraîneur (avants)                      | France               |
| Mike Ford             | Entraîneur (arrières)                    | Angleterre           |
| Marc Dal Maso         | Entraîneur (mêlée)                       | France               |
| Steve Meehan          | Entraîneur (skills)                      | Australie            |
| Tom Whitford          | Manager (assistant)                      | Angleterre           |
| David Fraisse         | Analyste vidéo                           | France               |
| Paul Stridgeon        | Responsable des performances athlétiques | Angleterre           |
| Gilles Allou          | Préparateur physique                     | France               |
| Jean-Jacques Raymond  | Médecin                                  | France               |
| Gilles Panzani        | Intendant                                | France               |
| Charles-Antoine Henry | Kinésithérapeute                         | France               |

### Du 24 octobre 2016 au 7 novembre 2016

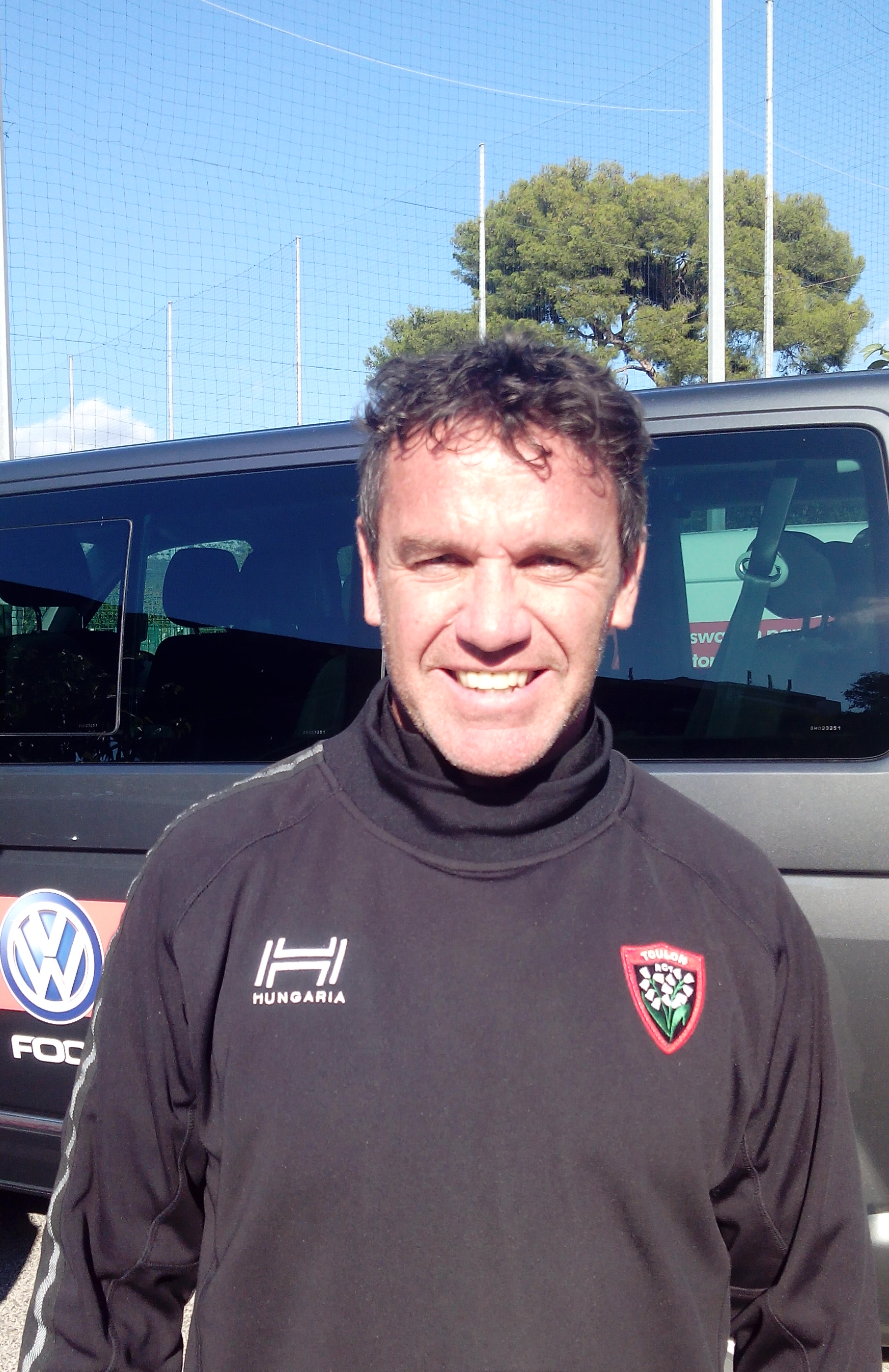
Mike Ford, manager du RCT du 24 octobre 2016 au 4 avril 2017.

| Nom                   | Poste                                    | Nationalité sportive |
| --------------------- | ---------------------------------------- | -------------------- |
| Mike Ford             | Manager général                          | Angleterre           |
| Jacques Delmas        | Entraîneur (avants)                      | France               |
| Marc Dal Maso         | Entraîneur (mêlée)                       | France               |
| Tom Whitford          | Manager (assistant)                      | Angleterre           |
| David Fraisse         | Analyste vidéo                           | France               |
| Steve Meehan          | Assistant vidéo                          | Australie            |
| Paul Stridgeon        | Responsable des performances athlétiques | Angleterre           |
| Gilles Allou          | Préparateur physique                     | France               |
| Jean-Jacques Raymond  | Médecin                                  | France               |
| Gilles Panzani        | Intendant                                | France               |
| Charles-Antoine Henry | Kinésithérapeute                         | France               |

### Du 8 novembre 2016 au 4 avril 2017
| Nom                   | Poste                                                           | Nationalité sportive |
| --------------------- | --------------------------------------------------------------- | -------------------- |
| Mike Ford             | Manager général                                                 | Angleterre           |
| Marc Dal Maso         | Entraîneur (avants)                                             | France               |
| Richard Cockerill     | Consultant (défense et jeu au contact) (À partir du 13 janvier) | Angleterre           |
| Tom Whitford          | Manager (assistant)                                             | Angleterre           |
| David Fraisse         | Analyste vidéo                                                  | France               |
| Steve Meehan          | Assistant vidéo (jusqu'au 28 février 2017)                      | Australie            |
| Paul Stridgeon        | Responsable des performances athlétiques                        | Angleterre           |
| Gilles Allou          | Préparateur physique                                            | France               |
| Jean-Jacques Raymond  | Médecin                                                         | France               |
| Gilles Panzani        | Intendant                                                       | France               |
| Charles-Antoine Henry | Kinésithérapeute                                                | France               |

### Du 4 avril 2017 à la fin de saison
| Nom                   | Poste                                    | Nationalité sportive |
| --------------------- | ---------------------------------------- | -------------------- |
| Richard Cockerill     | Manager général                          | Angleterre           |
| Marc Dal Maso         | Entraîneur (avants)                      | France               |
| Matt Giteau           | Entraîneur-joueur (arrières)             | Australie            |
| Tom Whitford          | Manager (assistant)                      | Angleterre           |
| David Fraisse         | Analyste vidéo                           | France               |
| Paul Stridgeon        | Responsable des performances athlétiques | Angleterre           |
| Gilles Allou          | Préparateur physique                     | France               |
| Jean-Jacques Raymond  | Médecin                                  | France               |
| Gilles Panzani        | Intendant                                | France               |
| Charles-Antoine Henry | Kinésithérapeute                         | France               |

## La saison
Budget
Récit
Le 4 octobre 2016, après son échec pour l'élection au comité directeur de la Ligue, le président du RCT, Mourad Boudjellal, annonce qu'il va quitter son poste à la fin de la saison, et qu'il vend les 51 % des parts de la SASP qu'il détient dans le Rugby club toulonnais,,,,.
Le 21 décembre 2016, il annonce qu'il renonce finalement à vendre le RCT et qu'il va ouvrir le capital du club de façon gratuite aux supporters et partenaires et cela sous forme de Socios et passer dans un second temps à une introduction en bourse.

## Effectif 2016-2017
| Nom                         | Poste                  | Naissance         | Nationalité sportive | International | Dernier club          | Arrivée au club (année) | JIFF |
| --------------------------- | ---------------------- | ----------------- | -------------------- | ------------- | --------------------- | ----------------------- | ---- |
| Levan Chilachava            | Pilier                 | 17 août 1991      | Géorgie              |               | Formé au club         | 2011                    | oui  |
| Xavier Chiocci              | Pilier                 | 13 février 1990   | France               |               | Formé au club         | 2001                    | oui  |
| Laurent Delboulbès          | Pilier                 | 17 novembre 1986  | France               |               | US Oyonnax            | 2016                    | oui  |
| Florian Fresia              | Pilier                 | 17 janvier 1992   | France               | -             | Formé au club         | 2012                    | oui  |
| Manasa Saulo                | Pilier                 | 6 avril 1989      | Fidji                |               | Timisoara Saracens    | 2015                    | non  |
| Marcel van der Merwe        | Pilier                 | 24 octobre 1990   | Afrique du Sud       |               | Bulls                 | 2016                    | non  |
| Anthony Étrillard           | Talonneur              | 21 mars 1993      | France               | -             | Aviron bayonnais      | 2015                    | oui  |
| Guilhem Guirado             | Talonneur              | 17 juin 1986      | France               |               | USA Perpignan         | 2014                    | oui  |
| Jean-Charles Orioli         | Talonneur              | 9 août 1989       | France               | -             | Formé au club         | 2009                    | oui  |
| Andrew Cramond              | Deuxième ligne         | 15 avril 1994     | Écosse               | -             | Aberdeen Grammar      | 2014                    | non  |
| Juandré Kruger              | Deuxième ligne         | 6 septembre 1985  | Afrique du Sud       |               | Racing 92             | 2016                    | non  |
| Jocelino Suta               | Deuxième ligne         | 18 novembre 1982  | France               |               | Stade montois         | 2008                    | oui  |
| Romain Taofifénua           | Deuxième ligne         | 14 septembre 1990 | France               |               | USA Perpignan         | 2014                    | oui  |
| Gregory Annetta             | Troisième ligne        | 30 décembre 1994  | France               | -             | Formé au club         | 2015                    | oui  |
| Juan Martín Fernández Lobbe | Troisième ligne        | 19 novembre 1981  | Argentine            |               | Sale Sharks           | 2009                    | non  |
| Liam Gill                   | Troisième ligne centre | 8 juin 1992       | Australie            |               | Queensland Reds       | 2016                    | non  |
| Mamuka Gorgodze             | Troisième ligne        | 14 octobre 1984   | Géorgie              |               | Montpellier HR        | 2014                    | non  |
| Samu Manoa                  | Troisième ligne centre | 5 mars 1985       | États-Unis           |               | Northampton Saints    | 2015                    | non  |
| Charles Ollivon             | Troisième ligne        | 11 mai 1993       | France               |               | Aviron bayonnais      | 2015                    | oui  |
| Juan Smith                  | Troisième ligne        | 30 juillet 1981   | Afrique du Sud       |               | Cheetahs              | 2013                    | non  |
| Duane Vermeulen             | Troisième ligne centre | 3 juillet 1986    | Afrique du Sud       |               | Stormers              | 2015                    | non  |
| Aidon Davis (en)            | Troisième ligne        | 10 mai 1979       | Afrique du Sud       | -             | Southern Kings        | 2016                    | non  |
| Éric Escande                | Demi de mêlée          | 18 novembre 1992  | France               | -             | Montpellier HR        | 2014                    | oui  |
| Anthony Méric               | Demi de mêlée          | 15 février 1995   | France               | -             | Formé au club         | 2015                    | oui  |
| Jonathan Pélissié           | Demi de mêlée          | 6 juin 1988       | France               |               | Montpellier HR        | 2015                    | oui  |
| Sébastien Tillous-Borde     | Demi de mêlée          | 29 avril 1985     | France               |               | Castres olympique     | 2011                    | oui  |
| Anthony Belleau             | Demi d'ouverture       | 8 avril 1996      | France               | -             | Formé au club         | 2015                    | oui  |
| Pierre Bernard              | Demi d'ouverture       | 31 janvier 1989   | France               | -             | Union Bordeaux Bègles | 2016                    | oui  |
| Matthew Giteau              | Demi d'ouverture       | 29 septembre 1982 | Australie            |               | Brumbies              | 2011                    | non  |
| François Trinh-Duc          | Demi d'ouverture       | 11 novembre 1986  | France               | -             | Montpellier HR        | 2016                    | oui  |
| Mathieu Bastareaud          | Centre                 | 17 septembre 1988 | France               |               | Stade français        | 2011                    | oui  |
| Maxime Mermoz               | Centre                 | 28 juillet 1986   | France               |               | USA Perpignan         | 2012                    | oui  |
| Ma'a Nonu                   | Centre                 | 21 mai 1982       | Nouvelle-Zélande     |               | Hurricanes            | 2015                    | non  |
| Jimmy Yobo                  | Centre                 | 20 février 1992   | France               | -             | US Oyonnax            | 2016                    | oui  |
| Mitch Inman (en)            | Centre                 | 24 octobre 1988   | Australie            | -             | Melbourne Rebels      | 2015                    | non  |
| Eneriko Buliruarua          | Centre                 | 23 janvier 1997   | Fidji                | -             | Marist (en)           | 2016                    | non  |
| Rusi Vodo                   | Centre                 | ?                 | Fidji                | -             | Marist (en)           | 2016                    | non  |
| Vincent Clerc               | Ailier                 | 7 mai 1981        | France               |               | Stade toulousain      | 2016                    | oui  |
| Bryan Habana                | Ailier                 | 12 juin 1983      | Afrique du Sud       |               | Stormers              | 2013                    | non  |
| Drew Mitchell               | Ailier                 | 26 mars 1984      | Australie            |               | Waratahs              | 2013                    | non  |
| Josua Tuisova               | Ailier                 | 17 avril 1994     | Fidji                | -             | Formé au club         | 2013                    | non  |
| Axel Muller Aranda          | Ailier                 | 25 novembre 1993  | Argentine            | -             | Argentine à 7         | 2016                    | non  |
| Ayumu Goromaru              | Arrière                | 1er mars 1986     | Japon                |               | Queensland Reds       | 2016                    | non  |
| Leigh Halfpenny             | Arrière                | 22 décembre 1988  | Pays de Galles       |               | Cardiff Blues         | 2014                    | non  |
| James O'Connor              | Arrière                | 5 novembre 1990   | Australie            |               | Queensland Reds       | 2015                    | non  |

## Calendrier et résultats

### Matchs amicaux[9]
- RC Toulon - Stade français :  40-12
- RC Toulon - Stade toulousain :  26-19

### Top 14
| - Aviron bayonnais - RC Toulon : 28-23 - Section paloise - RC Toulon : 18-22 - RC Toulon - CA Brive : 21-25 - Stade toulousain - RC Toulon : 15-32 - Racing 92 - RC Toulon : 41-30 - RC Toulon - ASM Clermont : 23-21 - RC Toulon - Montpellier HR : 28-6 - Stade rochelais - RC Toulon : 17-17 - RC Toulon - FC Grenoble : 42-12 - Lyon OU - RC Toulon : 27-13 - RC Toulon - Stade français : 31-12 - Castres olympique - RC Toulon : 34-17 - RC Toulon - Union Bordeaux Bègles : 37-10 | - RC Toulon - Aviron bayonnais : 82-14 - RC Toulon - Section paloise : 32-12 - CA Brive - RC Toulon : 15-5 - RC Toulon - Stade toulousain : 33-23 - RC Toulon - Racing 92 : 17-11 - ASM Clermont - RC Toulon : 30-6 - Montpellier HR - RC Toulon : 33-29 - RC Toulon - Stade rochelais : 20-23 - FC Grenoble - RC Toulon : 23-23 - RC Toulon - Lyon OU : 31-17 - Stade français - RC Toulon : 17-11 - RC Toulon - Castres olympique : 23-14 - Union Bordeaux Bègles - RC Toulon : 13-26 |

| Rang | Club                  | J  | V  | N | D  | Bo | Bd | Pm  | Pe  | Diff | Pts |
| ---- | --------------------- | -- | -- | - | -- | -- | -- | --- | --- | ---- | --- |
| 1    | Stade rochelais       | 26 | 17 | 3 | 6  | 6  | 5  | 707 | 498 | +209 | 85  |
| 2    | ASM Clermont          | 26 | 15 | 3 | 8  | 8  | 4  | 800 | 562 | +238 | 78  |
| 3    | Montpellier HR        | 26 | 16 | 0 | 10 | 7  | 5  | 750 | 564 | +186 | 76  |
| 4    | RC Toulon             | 26 | 14 | 2 | 10 | 5  | 4  | 674 | 511 | +163 | 69  |
| 5    | Castres olympique     | 26 | 13 | 1 | 12 | 5  | 4  | 667 | 509 | +158 | 63  |
| 6    | Racing 92 (T)         | 26 | 14 | 1 | 11 | 3  | 1  | 586 | 616 | -30  | 62  |
| 7    | Stade français Paris  | 26 | 12 | 1 | 13 | 5  | 4  | 643 | 638 | +5   | 59  |
| 8    | CA Brive              | 26 | 13 | 1 | 12 | 0  | 4  | 577 | 634 | -57  | 58  |
| 9    | Section paloise       | 26 | 12 | 1 | 13 | 2  | 5  | 604 | 701 | -97  | 57  |
| 10   | Lyon OU (P)           | 26 | 11 | 2 | 13 | 3  | 4  | 573 | 632 | -59  | 55  |
| 11   | Union Bordeaux Bègles | 26 | 11 | 1 | 14 | 2  | 6  | 569 | 581 | -12  | 54  |
| 12   | Stade toulousain      | 26 | 11 | 0 | 15 | 3  | 6  | 537 | 561 | -24  | 53  |
| 13   | FC Grenoble           | 26 | 7  | 1 | 18 | 2  | 6  | 611 | 852 | -241 | 38  |
| 14   | Aviron bayonnais (P)  | 26 | 6  | 3 | 17 | 0  | 0  | 466 | 905 | -439 | 30  |

### Phases finales

#### Barrages
Opposé au Castres Olympique, qui a terminé 5e de la phase régulière, et qui a éliminé le Castres olympique en match de barrage, le RC Toulon se qualifie en disposant de son adversaire par 26 à 22.
| Vendredi 19 mai 2017 21 h 00 | RC Toulon | 26–22 (13–9) | Castres olympique | Stade Mayol Arbitre : Alexandre Ruiz |
| Vendredi 19 mai 2017 21 h 00 | Essai(s) : 2 Delboulbès (19e), Halfpenny (64e) Transformation(s) : 2 Halfpenny (20e,66e) Pénalité(s) : 4 Halfpenny (3e,29e, 60e, 71e) Carton(s) jaune(s) : 2 Gill (48e), Mitchell (55e) |              | Essai(s) : 1 de pénalité (55e) Transformation(s) : Urdapilleta(55e) Pénalité(s) : 5 Urdapilleta (4e,22e, 31e, 49e, 74e) | Stade Mayol Arbitre : Alexandre Ruiz |
| Vendredi 19 mai 2017 21 h 00 | |              | | Stade Mayol Arbitre : Alexandre Ruiz |

#### Demi-finales
| Vendredi 26 mai 2017 21 h 00 | Stade rochelais                                                                                          | 15–18 (9–6) | RC Toulon                                                                     | Orange Vélodrome Arbitre : Pascal Gaüzère |
| Vendredi 26 mai 2017 21 h 00 | Pénalité(s) : 4 James (30e, 40e, 43e, 47e) Drop(s) : 1 James (20e) Carton(s) rouge(s) : 1 Aguillon (51e) |             | Pénalité(s) : 5 Halfpenny (25e, 32e, 52e, 56e, 70e) Drop(s) : 1 Belleau (80e) | Orange Vélodrome Arbitre : Pascal Gaüzère |
| Vendredi 26 mai 2017 21 h 00 | |             |                                                                               | Orange Vélodrome Arbitre : Pascal Gaüzère |

#### Finale
| Dimanche 4 juin 2017 20 h 45 | ASM Clermont Auvergne                                                                                    | 22–16 (16–10) | RC Toulon | Stade de France, Saint-Denis 79 771 spectateurs Arbitre : Romain Poite |
| Dimanche 4 juin 2017 20 h 45 | Essai(s) : 1 Raka (10e) Transformation(s) : 1 Parra (11e) Pénalité(s) : 5 Parra (6e, 22e, 40e, 49e, 74e) |               | Essai(s) : 1 Tuisova (37e) Transformation(s) : 1 Belleau (38e) Pénalité(s) : 3 Belleau (33e, 44e) Trinh-Duc (72e) | Stade de France, Saint-Denis 79 771 spectateurs Arbitre : Romain Poite |
| Dimanche 4 juin 2017 20 h 45 | |               | | Stade de France, Saint-Denis 79 771 spectateurs Arbitre : Romain Poite |

### Coupe d'Europe
Dans la Coupe d'Europe le Rugby club toulonnais, fait partie de la poule 3 et sera opposé aux Gallois du Llanelli Scarlets et aux Anglais des Saracens et des Sale Sharks.
| - RC Toulon - Saracens : 23-31 - Sale Sharks - RC Toulon : 5-15 - RC Toulon - Llanelli Scarlets : 31-20 | - Saracens - RC Toulon : 10-3 - RC Toulon - Sale Sharks : 27-12 - Llanelli Scarlets - RC Toulon : 22-21 |

Avec 3 victoires et 3 défaites, le RC Toulon termine 2e de la poule 3 et se qualifie pour les quarts de finale.

| Rang | Équipe            | J | V | N | D | Em | Ee | Bo | Bd | Pm  | Pe  | Diff | Pts |
| ---- | ----------------- | - | - | - | - | -- | -- | -- | -- | --- | --- | ---- | --- |
| 1    | Saracens          | 6 | 5 | 1 | 0 | 20 | 6  | 2  | 0  | 181 | 87  | +94  | 24  |
| 2    | RC Toulon         | 6 | 3 | 0 | 3 | 12 | 10 | 2  | 2  | 120 | 100 | +20  | 16  |
| 3    | Llanelli Scarlets | 6 | 2 | 1 | 3 | 11 | 15 | 0  | 1  | 141 | 154 | -13  | 11  |
| 4    | Sale Sharks       | 6 | 1 | 0 | 5 | 7  | 19 | 0  | 0  | 66  | 167 | -101 | 4   |

#### Phases finales
Quarts de finale
- ASM Clermont -  RC Toulon :  29-9

## Statistiques

### Statistiques collectives
Attaque
Défense

### Statistiques individuelles
Meilleur réalisateur